# Диско-конічна антена

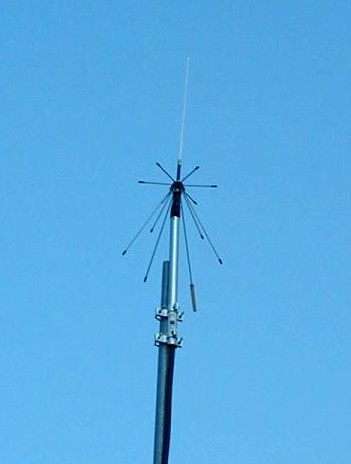
Змонтована диско-конічна антена для НВЧ УВЧ діапазонів.

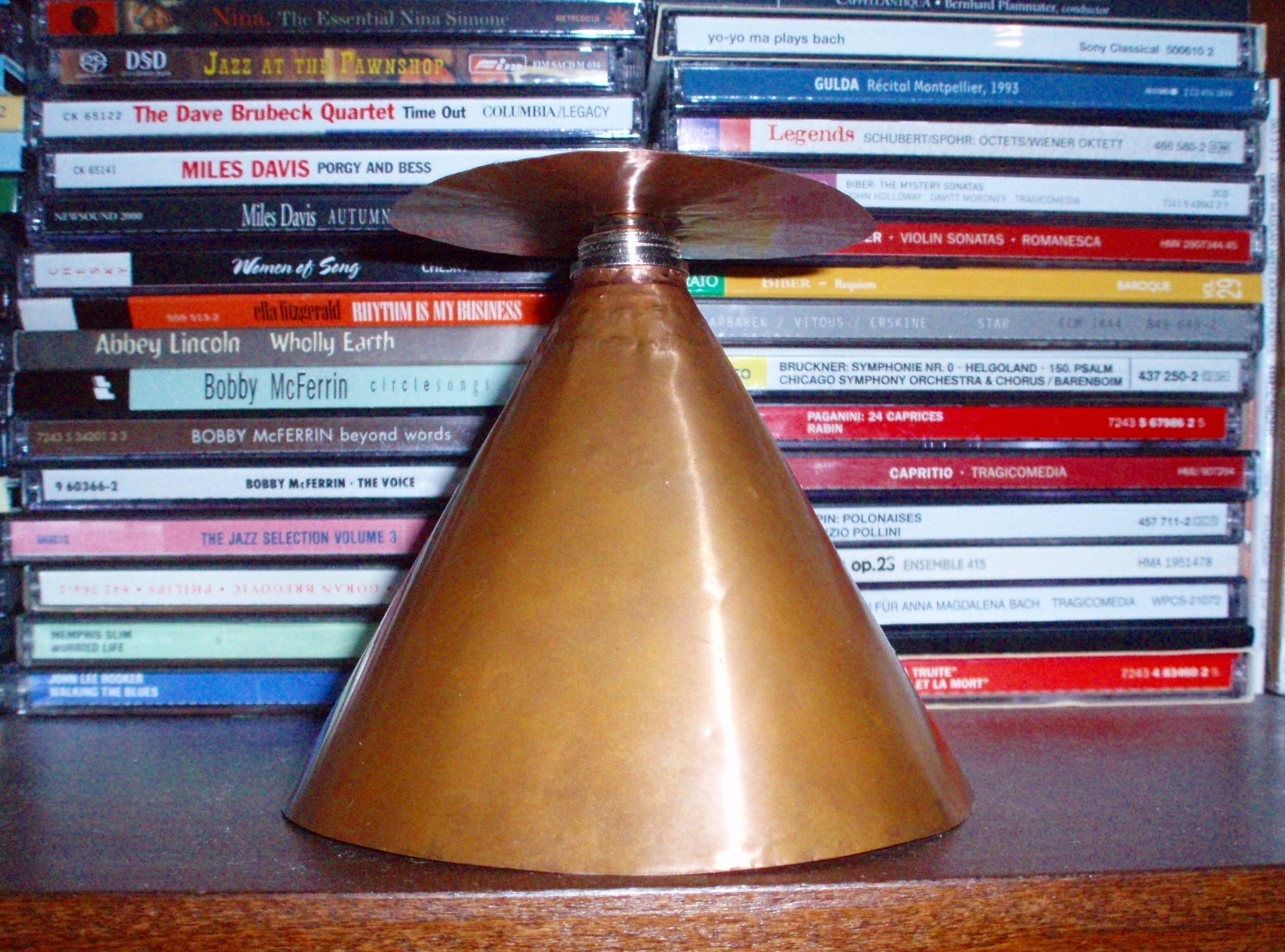
Диско-коніна антена виготовлена з листа міді, теоретичний робочий діапазон від 700МГц до 2ГГц.

Диско-конічна антена є різновидом  біконічної антени у якої одне плече замінене на диск. Зазвичай при монтажі антену розміщують диском до верху.
Однорідно напрямлена диско-конічна антена з вертикальною поляризацією за своїми характеристиками схожа на диполь і для таких антен є характерними широкосмугові властивості.